# Nieuwe Stadhuis
Het Nieuwe Stadhuis was de benaming voor een uitbreiding van het Stadhuis van Groningen, die in het begin van de jaren zestig van de twintigste eeuw werd gebouwd naar een ontwerp van de architect Jo Vegter. Het gebouw heeft nimmer de harten van de stadjers kunnen roeren; toen het in 1996 weer gesloopt werd, riep dat vrijwel geen weerstand op, behalve bij de familie van de reeds overleden bouwmeester Vegter. In later jaren is in kringen van architecten en architectuurtheoretici echter weleens geopperd dat met de sloop van het pand een elegante vertegenwoordiger van het naoorlogse modernisme verloren is gegaan.
Het Nieuwe Stadhuis was onderdeel van de wederopbouw van de Grote Markt. Bij de bevrijding van Groningen was zwaar gevochten. Met name de Grote Markt, met uitzondering van de zuidzijde, had grote schade opgelopen. De tijdgeest direct na de oorlog bracht mee dat er niet gekozen werd voor herstel van de oude situatie. De wederopbouw van de Grote Markt diende te geschieden naar de normen van de nieuwe tijd. De voormalige Waagstraat, die op het Goudkantoor na geheel was weggevaagd, werd daarom niet in oude staat hersteld. De open ruimte die was ontstaan kon benut worden om de behoefte van de gemeente aan meer kantoorruimte op te lossen.   
Aan de bouw ging een lange discussie vooraf. Zo waren de CPN en KVP voor het slopen van het oude stadhuis om er iets nieuws voor in de plaats te zetten en wilden de VVD en het CHU een uitbreiding liever elders in de stad realiseren. Monumentenzorg was sterk gekant tegen de luchtbrug met het oude stadhuis. Ook wilde het Rijk aanvankelijk niet meebetalen aan het gebouw, waardoor de bouw pas in 1957 kon beginnen: 10 jaar na het begin van de onderhandelingen over de wederopbouwplannen voor de Grote Markt. 
Het nieuwe gebouw, dat ruim vijf miljoen gulden had gekost en officieel werd geopend op 13 juli 1962, werd gedomineerd door een staatsietrap die direct in het verlengde van de Herestraat lag. De trap eindigde bij een ingang in een luchtbrug die het Nieuwe Stadhuis verbond met het Oude Stadhuis. Na verloop van tijd raakte de luchtbrug steeds meer in onbruik en dientengevolge is ook de trap afgesloten met een in de ogen van velen niet al te fraai hekwerk. Het gebouw zelf kenmerkte zich door zeer strakke vormen en kon beschouwd worden als een exponent van de nieuwe zakelijkheid. De witte kleur en het ontbreken van opsmuk zorgde voor een duidelijk contrast met het Oude Stadhuis, dat uit het eind van de 18e eeuw stamt. 
Het Nieuwe Stadhuis maakte in 1996 plaats voor de nieuwe Waagstraat. Voordat de huidige Waagstraat gebouwd werd konden de inwoners van de stad een keuze maken uit meerdere plannen. De stadjers kozen in grote meerderheid voor het plan van Adolfo Natalini, dat ook werd uitgevoerd. De kantoorruimte die verloren ging door de sloop van het gebouw werd vervangen door de bouw van de Prefectenhof direct naast de Martinitoren.
De 4 klokken die bij de sloop van de stadhuistoren vrij kwamen, kregen - na bijstemming - op initiatief van het bestuur van het Groninger Klokkenluiders Gilde een nieuwe plaats in de Martinitoren, als onderdeel van het gelui.